# Giovanni Pietro Natoli
Giovanni Pietro Natoli (Lipari, 18 aprile 1829 – 23 agosto 1898) è stato un vescovo cattolico italiano.

## Biografia
È nato il 18 aprile 1829 a Lipari, allora sede dell'omonima diocesi.
È stato ordinato presbitero il 5 giugno 1852.
Il 23 giugno 1890 papa Leone XIII lo ha nominato vescovo di Lipari.
Ha ricevuto l'ordinazione episcopale il successivo 4 luglio a Messina dal futuro cardinale Giuseppe Guarino, arcivescovo metropolita di Messina.
È morto il 23 agosto 1898 dopo 8 anni di governo pastorale della diocesi.

## Genealogia episcopale
La genealogia episcopale è:
- Cardinale Scipione Rebiba
- Cardinale Giulio Antonio Santori
- Cardinale Girolamo Bernerio, O.P.
- Arcivescovo Galeazzo Sanvitale
- Cardinale Ludovico Ludovisi
- Cardinale Luigi Caetani
- Cardinale Ulderico Carpegna
- Cardinale Paluzzo Paluzzi Altieri degli Albertoni
- Papa Benedetto XIII
- Papa Benedetto XIV
- Papa Clemente XIII
- Cardinale Marcantonio Colonna
- Cardinale Giacinto Sigismondo Gerdil, B.
- Cardinale Giulio Maria della Somaglia
- Cardinale Luigi Lambruschini
- Cardinale Girolamo d'Andrea
- Cardinale Michelangelo Celesia, O.S.B.
- Cardinale Giuseppe Guarino
- Vescovo Giovanni Pietro Natoli